# Объединённая оперативная группа повышенной готовности
Объединённая оперативная группа повышенной готовности (англ. Very High Readiness Joint Task Force) — специальная передовая бригада войск НАТО в составе сил быстрого реагирования НАТО, предназначенная для развёртывания в зоне конфликта в первые 5 дней. Окончательное решение о создании этого подразделения было принято на ньюпортском саммите НАТО осенью 2014 года. В конце 2024 года бригада преобразована в дивизию Сил быстрого реагирования Альянса (ARF).

## История
Данное соединение было создано в ответ на аннексию Крыма Российской Федерацией и после начала вооружённого конфликта в Донбассе с целью укрепления восточноевропейского фланга НАТО и для повышения уровня реагирования на угрозы вероятного противника. Бригада способна к боевому развёртыванию в течение 48 часов.
По словам генсека НАТО Йенса Столтенберга, это самое быстрое, манёвренное и боеготовное подразделение сил быстрого реагирования НАТО даже в сравнении с прочими. Создано для противостояния угрозам потенциальной российской гибридной войны против маленьких стран вроде Эстонии.

## Ежегодные манёвры
Оперативная группа была задействована в ходе крупномасштабных учений стран Альянса Defender Europe 2020, Defender Europe 2021 и Steadfast Defender 2024.

## Критика
Глава разведки генштаба Эстонии J2 Каупо Розин сомневается в том, что ответственные лица смогут принять решение достаточно быстро, основываясь на случаях, когда отдельные члены НАТО признавали «зелёных человечков» российскими подразделениями лишь спустя недели, и времени на сбор доказательств будет недостаточно.
Командующий сухопутными войсками США в Европе Бен Ходжес заявил в июне 2016, что Россия сможет захватить балтийские столицы за период 36-60 часов, прежде чем НАТО успеет прислать подкрепления. Ханс-Петер Бартельс, председатель оборонного комитета Бундестага, назвал пятитысячную численность подразделения недостаточной.